# Falcataria moluccana
Falcataria moluccana ist eine Pflanzenart aus der Gattung Falcataria innerhalb der Familie der Hülsenfrüchtler (Fabaceae). Sie ist ursprünglich nur östlich Indonesien auf den Molukken, in Neuguinea, im Bismarck-Archipel, auf den Salomonen und auf den Santa-Cruz-Inseln verbreitet. Sie wurde im Guinness-Buch der Rekorde mit einer Wuchsgeschwindigkeit von 10,74 Meter in 13 Monaten als am schnellsten wachsender Baum der Welt bezeichnet.

## Beschreibung und Ökologie

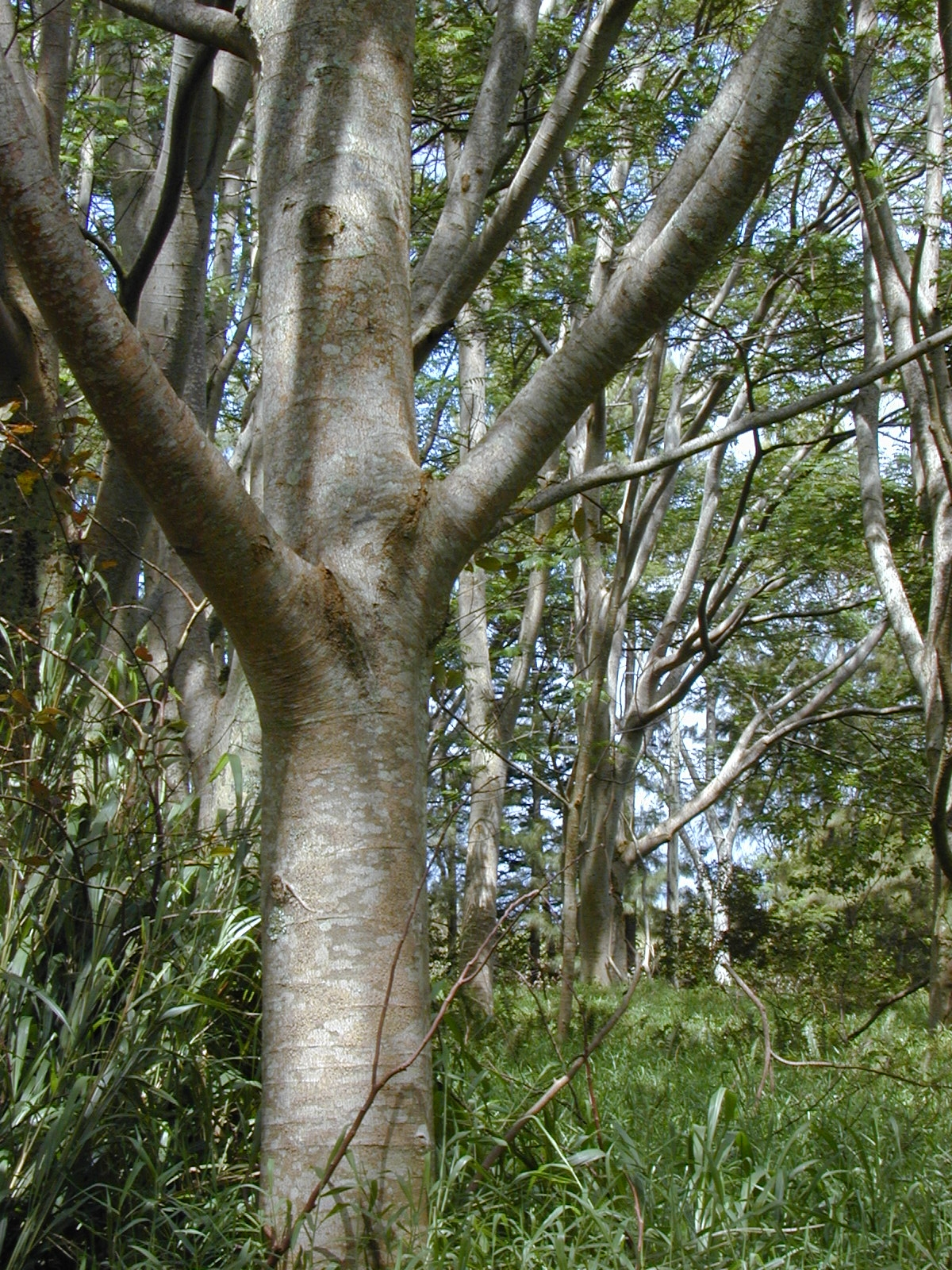
Stamm und Borke

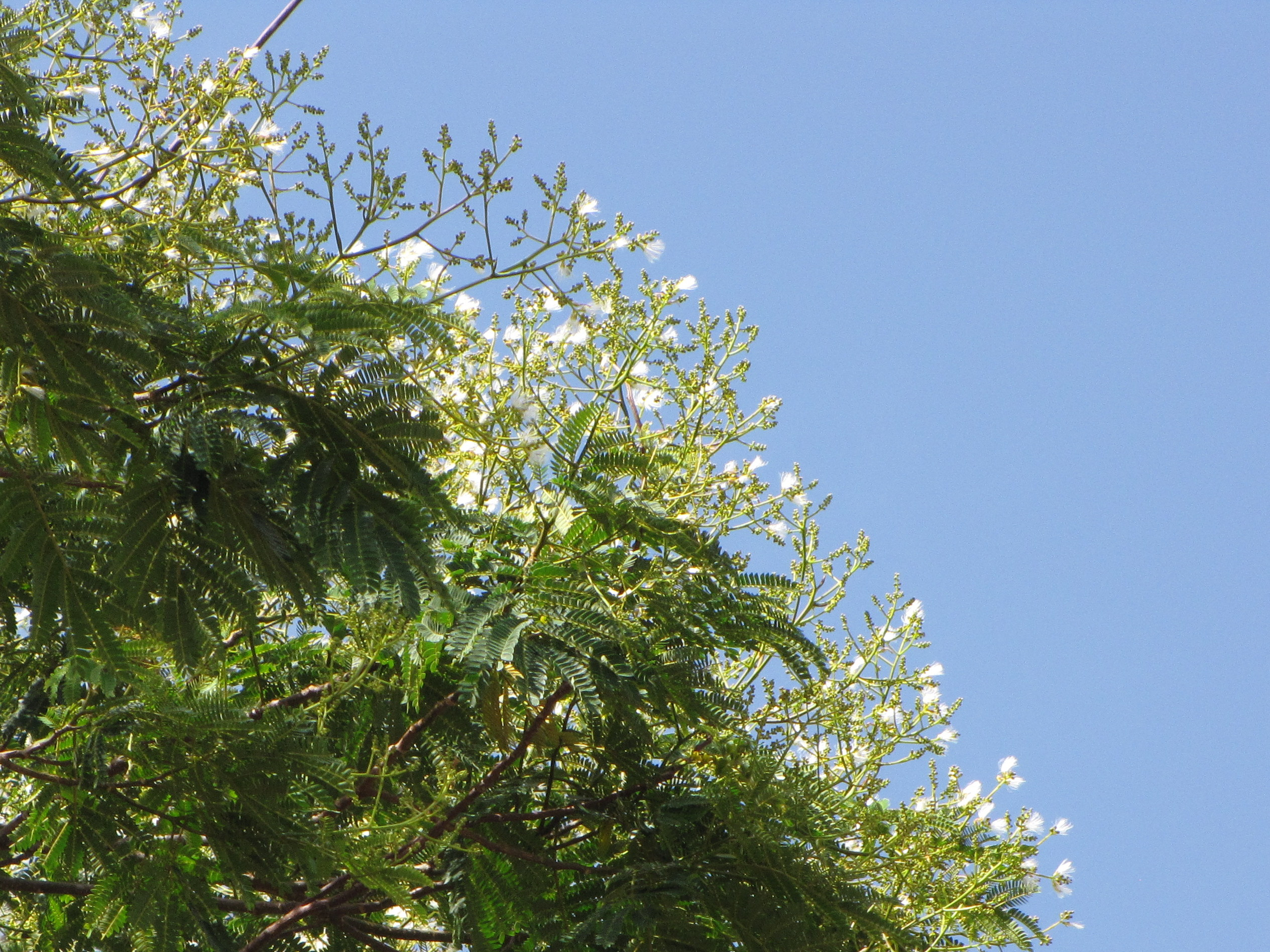
Baumkrone und Blütenstände

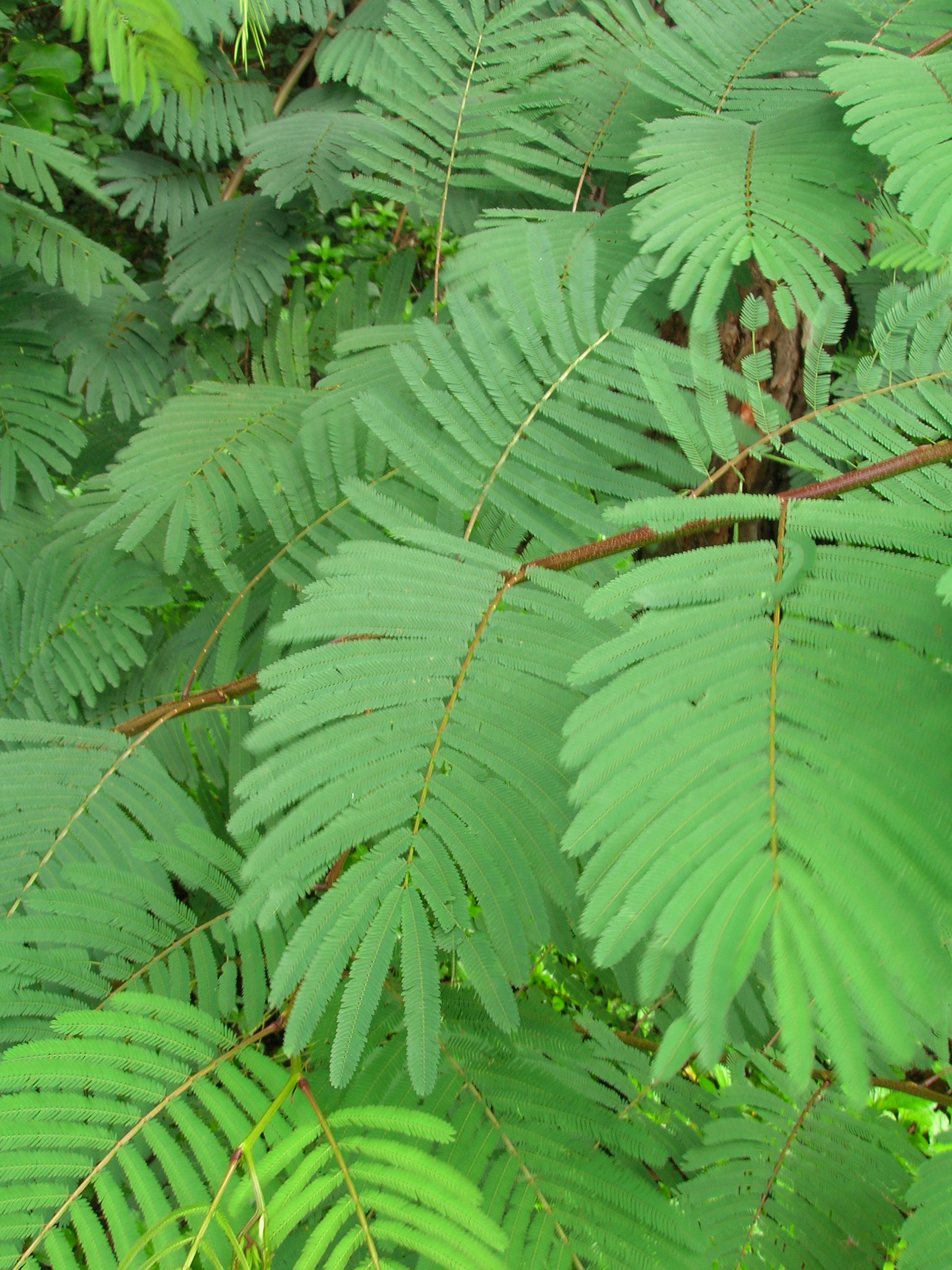
Zweige mit doppelt gefiederten Laubblättern

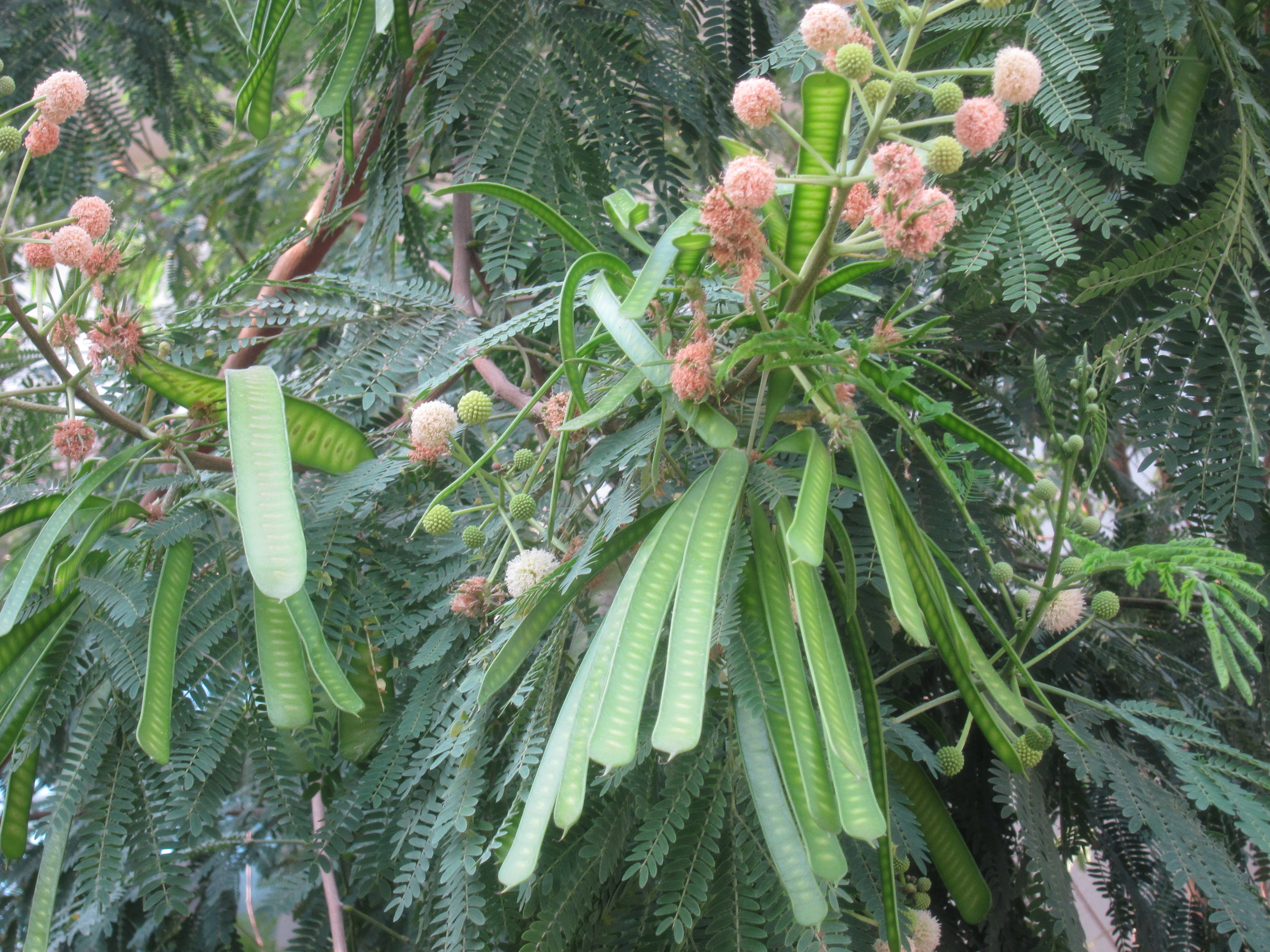
Blütenstände und unreife Hülsenfrüchte

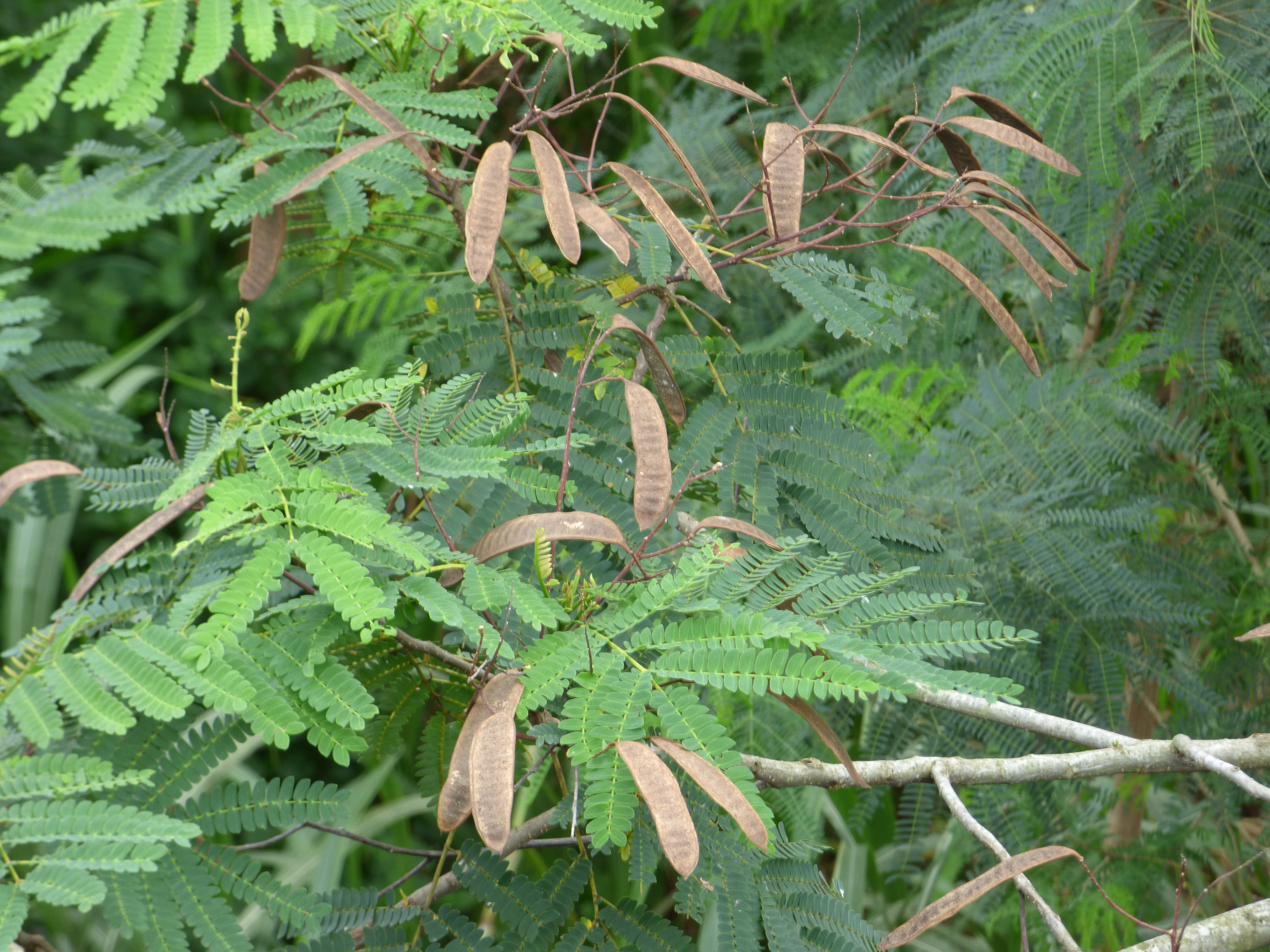
Reife Hülsenfrüchte

### Erscheinungsbild und Blatt
Falcataria moluccana ist ein laubabwerfender, großer Baum, der Wuchshöhen von bis zu 40 Metern und Stammdurchmesser von 100 Zentimetern oder mehr erreicht. Er bildet eine ausgebreitete, flache Baumkrone aus und wenn genügend Platz vorhanden ist sie groß und schirmförmig. Der Stamm verzweigt sich teilweise erst ab 20 Meter Höhe. Wenn die Bäume dicht gedrängt beieinander stehen, bilden sie normalerweise einen geraden und zylindrischen Stamm mit einer schmalen Krone aus. Die Rinde der Zweige ist rötlich-braun und filzig bis schwach flaumig behaart. Die Borke ist weiß, grau oder grünlich und glatt bis schwach warzig, manchmal mit oberflächlichen Rissen mit längslaufenden Lentizellenreihen. Es werden nur schwache oder keine Brettwurzeln ausgebildet.
Die wechselständig angeordneten Laubblätter sind in Blattstiel sowie Blattspreite gegliedert und 20 bis 40 Zentimeter lang. Die Blattspreite ist doppelt gefiedert. An der Blattrhachis sitzen 4 bis 15 gegenständig angeordnete Fiedern erster Ordnung. Jede Fieder erster Ordnung trägt 8 bis 25 Paare Fiederblättchen. Die ungestielten Fiederblättchen sind bei einer Länge von 10 bis 20 Millimetern sowie einer Breite von 3 bis 6 Millimetern relativ klein und länglich mit einem fein zugespitzten oberen Ende. Die Oberseite der Blättchen ist mattgrün und kahl während die Unterseite blasser und fein behaart ist. Unter dem untersten Fiederblattpaar befindet sich ein großes, extraflorales Nektarium und zwischen oder unterhalb der meisten anderen Paaren kleinere Nektarien.

### Blütenstand und Blüte
Während eines Jahres sind zwei Blütezeiten beobachtet worden. Die Blüten stehen in seitenständigen, rispigen, ährigen oder traubigen Blütenstände zusammen. Manchmal sind ährige Teilblütenstände in rispigen Gesamtblütenständen angeordnet. Es sind Tragblätter vorhanden.
Die zwittrigen Blüten sind fünfzählig und etwa 12 Millimeter lang mit doppelter Blütenhülle. Der behaarte Kelch ist röhren- bis becher- oder glockenförmig. Die cremefarbene bis gelbliche Krone ist trichter- oder glockenförmig.

### Frucht und Samen
Die flache, gerade Hülsenfrucht ist 10 bis 13 Zentimeter lang sowie 2 Zentimeter breit und ungegliedert. Die Hülsenfrucht springt bei Reife an den beiden Nähten auf und enthält 15 bis 20 Samen. Sie ist entlang der unteren, bauchseitigen Naht geflügelt. Die Samen sind bei einer Länge von 6 Millimetern fast kugelig bis länglich und flach bis gewölbt. Die dunkel- bis mattbraunen Samen sind ungeflügelt und besitzen keinen Arillus. Es ist kein Endosperm vorhanden und die Keimblätter (Kotyledonen) sind relativ groß. Ausgebreitet werden die Samen über Windstreuung. Die Früchte sind etwa zwei Monate nach der Befruchtung reif.

### Chromosomenzahl
Die Chromosomenzahl beträgt 2n = 26.

### Standorte

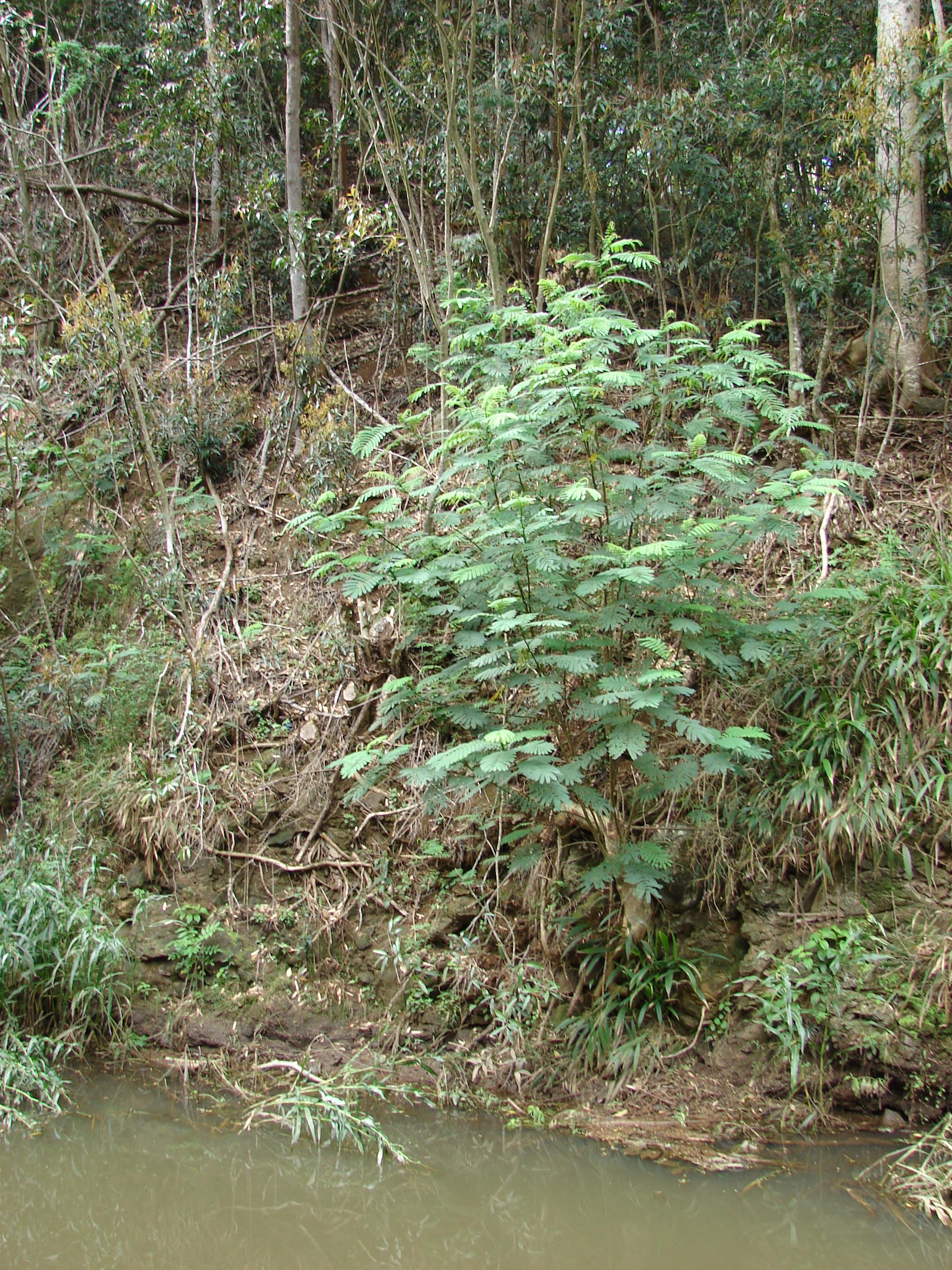
Auf Maui ist Falcataria moluccana eine invasive Pflanze

Falcataria moluccana ist ein Pionierbaum und stellt keine besonderen Ansprüche an die Böden für sein Wachstum, gestörte Flächen sowie säurehaltige und nährstoffarme Böden mit eingeschlossen, was auf seine stickstoffbindenden Wurzelknöllchen zurückzuführen ist. Auf Hawaii wächst er auch oft auf noch jungen Lavaströmen mit minimalem Erdreich. Dort wächst Falcataria moluccana in Höhenlagen unterhalb von 305 Metern in Gebieten mit einem Jahresniederschlag von 2032 bis 3810 mm. Er wächst öfters in Sekundärwäldern als in Primärwäldern und man findet ihn auch oft an Flussauen.

## Verbreitung
Falcataria moluccana ist auf den Molukken, Neuguinea, auf dem Bismarck-Archipel einschließlich der Admiralitätsinseln und auf den Salomonen heimisch.
Er wurde unter anderem in Malaysia, Myanmar, auf den Philippinen, Brunei, Kambodscha, Kamerun, Thailand, Vietnam, Mauritius, Seychellen, Japan, Fidschi, Neukaledonien, Samoa und weiteren Pazifikinseln sowie in die Vereinigten Staaten eingeführt.
Durch sein schnelles Wachstum ausgezeichnet, ist Falcataria moluccana in manchen Ländern eine Gefahr für die heimische Flora. So ist er auf Hawaii eine invasive Pflanze, die langsamer wachsende, einheimische Bäume verdrängt. Auf Palau stellt er ebenfalls ein Problem dar.

## Systematik
Die Erstbeschreibung erfolgte 1855 unter dem Namen (Basionym) Albizia moluccana durch Friedrich Anton Wilhelm Miquel in Flora van Nederlandsch Indië, Band 1, S. 26–27. Das Artepitheton moluccana bezieht sich auf die Molukken.
Die Gattung Falcataria wurde mit der einzigen Art Falcataria moluccana 1996 durch Rupert Charles Barneby und James Walter Grimes in Memoirs of The New York Botanical Garden, Band 74, S. 254–256 aufgestellt. Sie wurde aus der Sektion Falcataria der nah verwandten Gattung Paraserianthes herausgelöst.
Synonyme für Falcataria moluccana (Miq.) Barneby & Grimes sind: Adenanthera falcataria  L., Albizia falcata (L.) Backer ex Merr., Albizia falcataria Fosberg, Paraserianthes falcataria (L.) I.C.Nielsen.
Falcataria moluccana war von 1996 bis 2011 die einzige Art der Gattung Falcataria, die seit 2011 zwei weitere Arten enthält, die zuvor zur Gattung Paraserianthes gehörten.

## Verwendung und Kultivierung

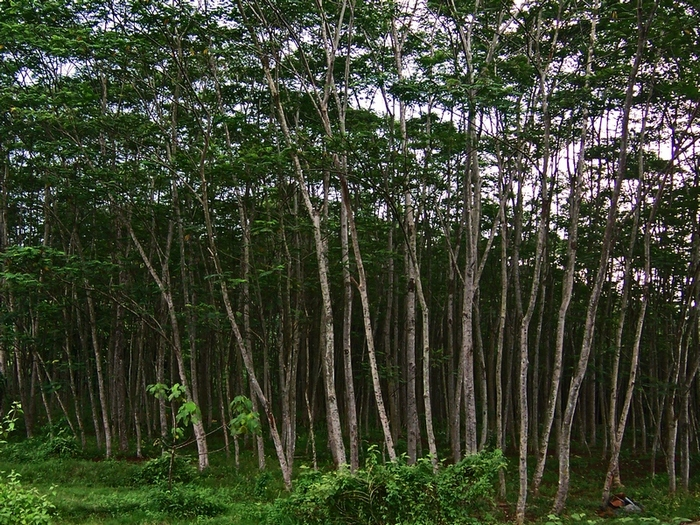
Falcataria moluccana-Plantage auf Java

Falcataria moluccana wird vielfältig verwendet und oft auch außerhalb des Verbreitungsgebietes angebaut. Der Baum liefert Tierfutter, Brennholz und enthält Tannine. Aus den Fasern, die durch ihre helle Färbung kaum gebleicht werden müssen, wird Papier und aus dem weichen, leicht zu bearbeitenden Holz, werden unter anderem Möbel, Verpackungsmaterial, Holzschuhe, Musikinstrumente, Essstäbchen und Spielzeuge hergestellt. Weiterhin findet er als Erosionsschutz und als Stickstoffbinder Verwendung. Er wird zum Teil auch als Schattenbaum auf Plantagen verwendet, jedoch spielt dies, durch seine wenn einzeln stehend starke Windanfälligkeit, nur eine untergeordnete Rolle. Der Baum wird außerdem weltweit in den warmen Gegenden als Zierpflanze gehalten.
Da Falcataria moluccana zu den schnellst wüchsigsten, vielfältig nutzbaren Baumarten zählt, ist er ein sehr interessanter Baum für die kommerzielle Forstwirtschaft. Er wird auf Plantagen gepflanzt, in der Agroforstwirtschaft verwendet und zur Auf- sowie Wiederaufforstung verwendet. Der Baum ist lichtliebend und gedeiht auch auf nicht gedüngten Flächen, solange die Erde gut drainiert ist. Er kann Wuchshöhen von 7 Metern in einem, 15 Metern in drei und 30 Metern in zehn Jahren erreichen. Der Holzvolumen Zuwachs beträgt durchschnittlich 39 m³ je Hektar und Jahr bei einer Rotationsdauer von 10 Jahren, könnte bei besseren Bodenbedingungen aber auch bei 50 m³ je Hektar liegen. Regelmäßige Beschneidungen sind notwendig, da Falcataria moluccana gerne Zwiesel bildet. Die Präsenz des Baumes in Eukalyptus-Plantagen führt zu einem größeren Wachstumszuwachs bei Höhe, Stammdurchmesser und Biomasse. Das Holz besitzt eine Rohdichte von 430 kg/m³.
Die Keimung von unbehandelten Samen ist ungleichmäßig und kann sich bis zu 4 Wochen hinziehen. Die Keimfähigkeit kann aber erhöht werden, in dem man die Samen für 1 bis 3 Minuten in kochendes Wasser gibt. Man kann sie auch für 10 Minuten in Schwefelsäure eintauchen, muss sie danach aber für 18 Stunden in Wasser einlegen. Für den Handel werden die Samen luftgetrocknet und weisen nach 18 Monaten eine Keimungsrate von 70 bis 90 Prozent auf.
Falcataria moluccana kann von mehreren Schädlingen befallen werden. Sämlinge in Baumschulen sind anfällig für Befall durch die Pilze Sclerotium, Rhizoctonia, Fusarium und Pythium. Außerdem wird der Baum vom Rostpilz Uromycladium tepperianum befallen, der seit den neunziger Jahren in manchen Ländern ein Problem darstellt. Fraßschäden durch den Bockkäfer Xystrocera festiva und den Holzbohrer Polyphagozerra coffeae sind auf Plantagen ebenfalls beobachtet worden.

## Bilder

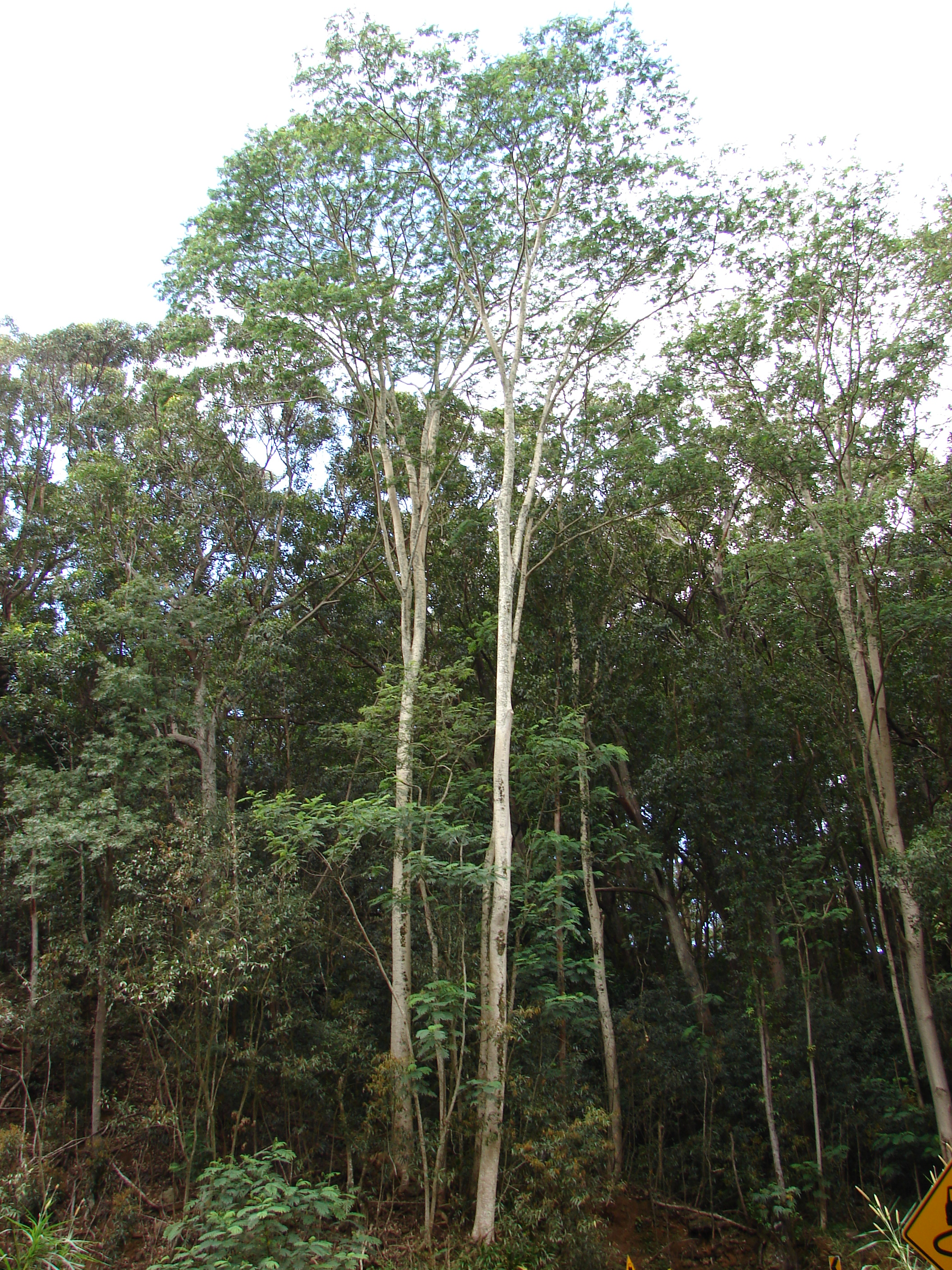
Habitus
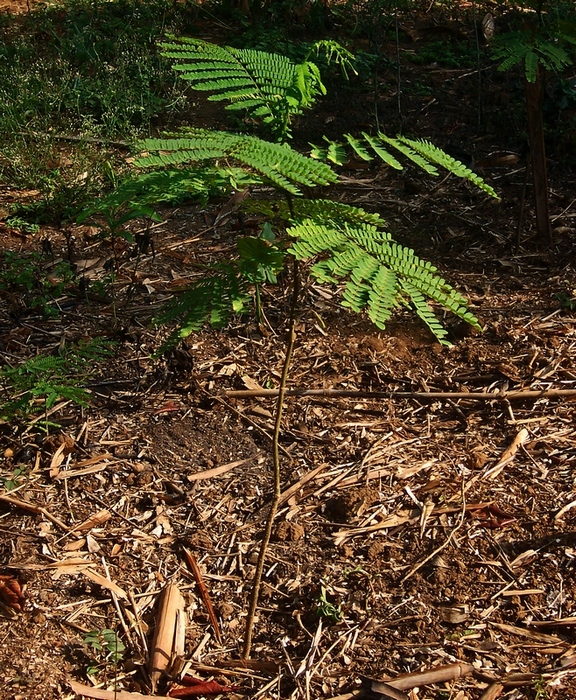
Sämling